# Opel Diplomat
Opel Diplomat — це автомобіль бізнес-класу, що випускався Opel в 1964-1977 роках.
З моменту початку виробництва в 1964 році цей автомобіль був частиною так званої серії «KAD» (Kapitän, Admiral, Diplomat), об'єднувала в собі три дуже схожі моделі, в основному, вони відрізнялися лише різними двигунами[джерело?]

## Opel Diplomat A (1964–1968)

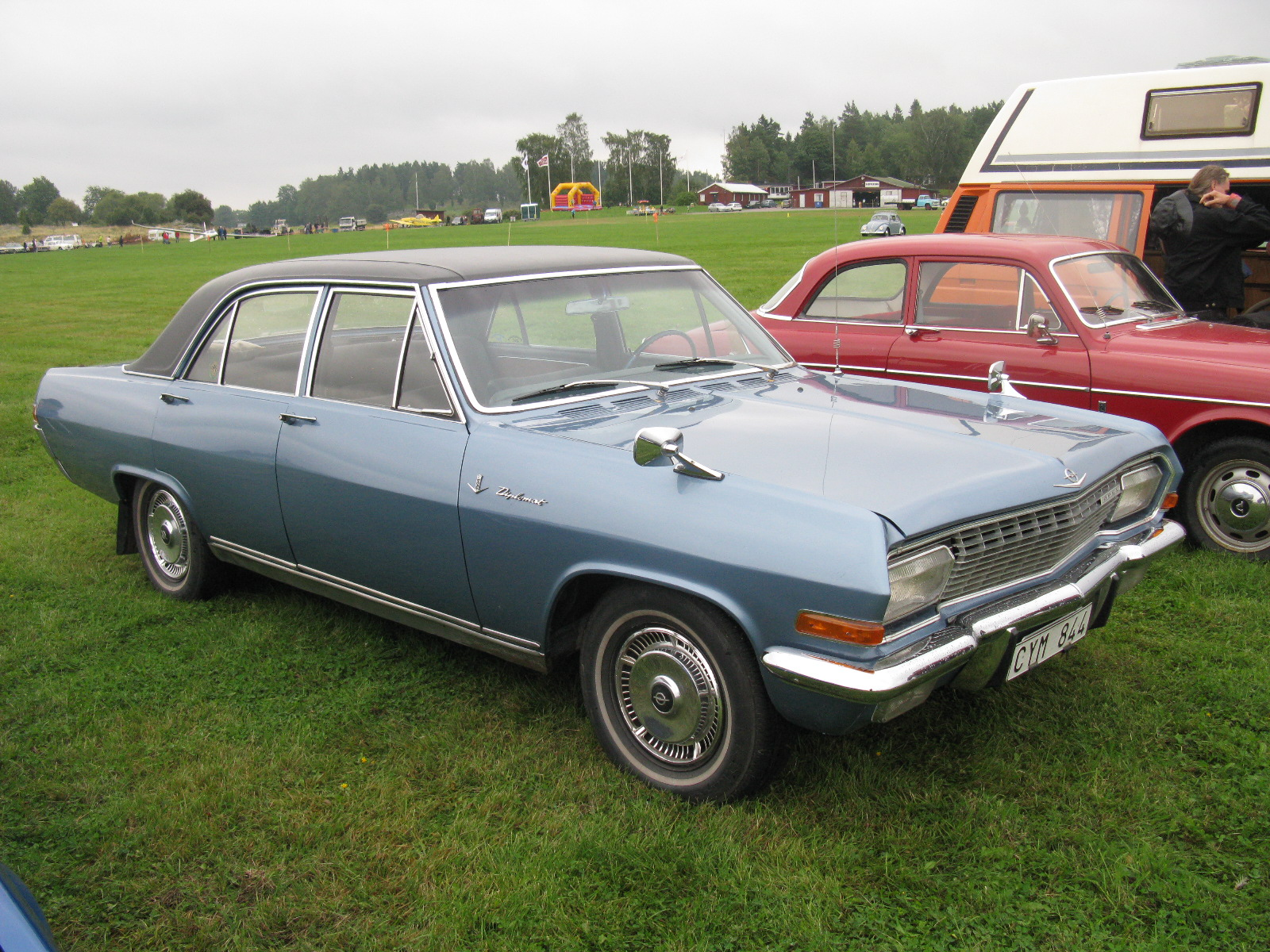
Opel Diplomat A (1964–1968)

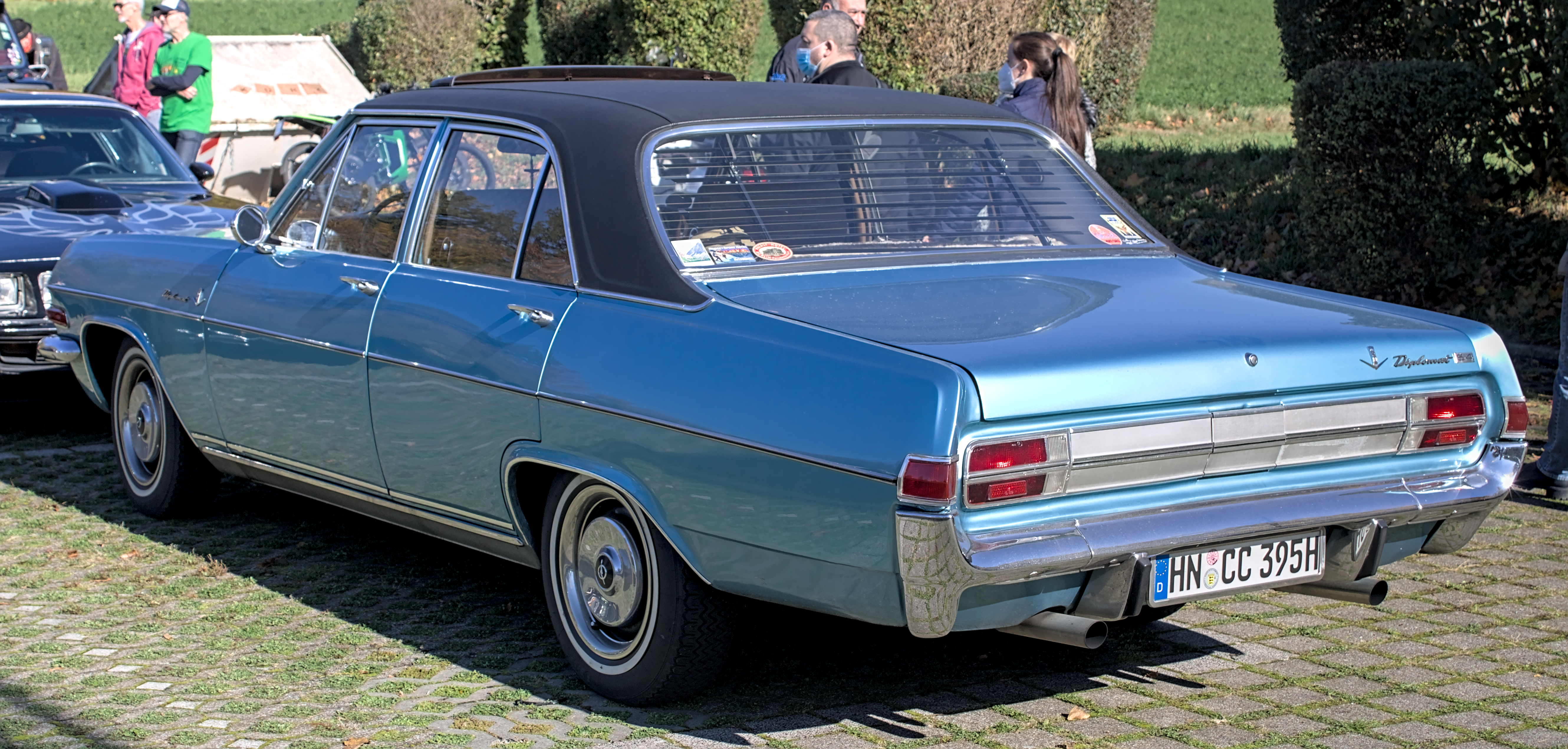

У лютому 1964 року Opel представила новий модельний ряд, який повинен був стати наступником Opel Kapitän P-LV 1959/1963 років. Ці моделі KAD, також відомі, як «велика трійка Opel», мали рядні шестициліндрові бензинові двигуни об'ємом 2,6 і 2,8 літрів і потужністю 99 і 123 к.с., і V8-Chevrolet обсягом 4,6 літрів і потужністю 187 к.с. з двоступеневою автоматичною коробкою передач Powerglide. Останній в жовтні 1966 року був витіснений двигуном V8-Chevrolet Type 327 об'ємом 5,4 літрів і потужністю 227 к.с. Дипломат, будучи найдорожчим в лінійці, оснащувався тільки двигунами V8.
Diplomat Coupé (виключно з двигуном 327) випускався в обмеженій кількості з 1965 по 1967 роки. Кузов купе виготовлявся фірмою Karmann, а вартість машини дорівнювала 25 тис. німецьких марок (вартість семи Volkswagen Beetle). Всього було зібрано 347 екземплярів.
У вересні 1967 року Дипломат (разом зі своїми менш дорогими побратимами) отримав рульове управління з гвинт-кульковою гайкою і обігрів заднього скла. У той же час став доступний новий шестициліндровий двигун HL (Hochleistung) об'ємом 2,8 літра і потужністю 138 к.с. для моделей Kapitän і Admiral.
Ці автомобілі стали більші за розміром (близько п'яти метрів) і були гірше прийняті європейськими покупцями. У період з лютого 1964 по листопад 1968 року Opel випустив 89 277 машин сімейства KAD (24 249 Kapitän, 55 876 Admiral і 9 152 Diplomat). Попередник Дипломата, Kapitän P-LV був випущений в кількості 145 618 примірників протягом чотирьох років.

### Двигуни
- 4.6 л Chevrolet V8 187 к.с.
- 5.4 л Chevrolet 327 V8 227 к.с.

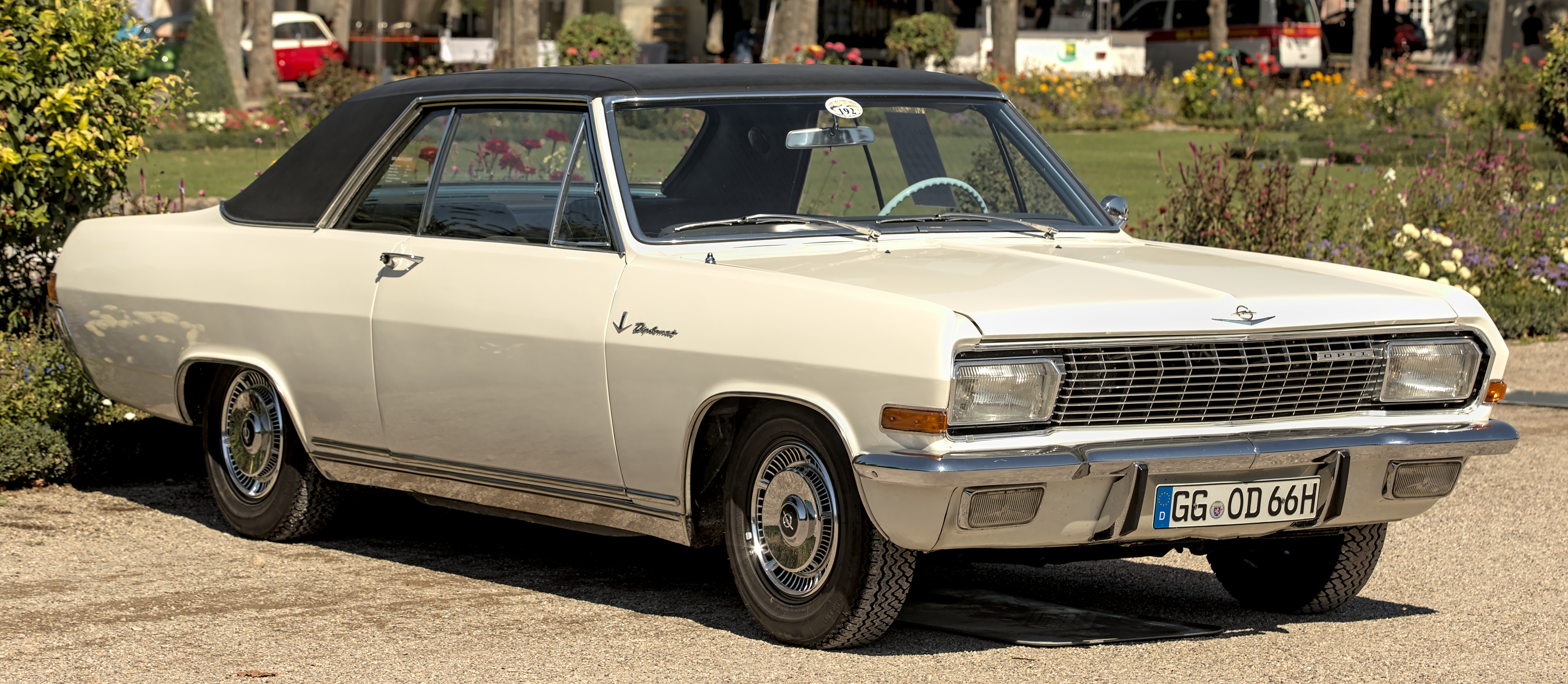
Opel Diplomat A Coupe (1967–1967)
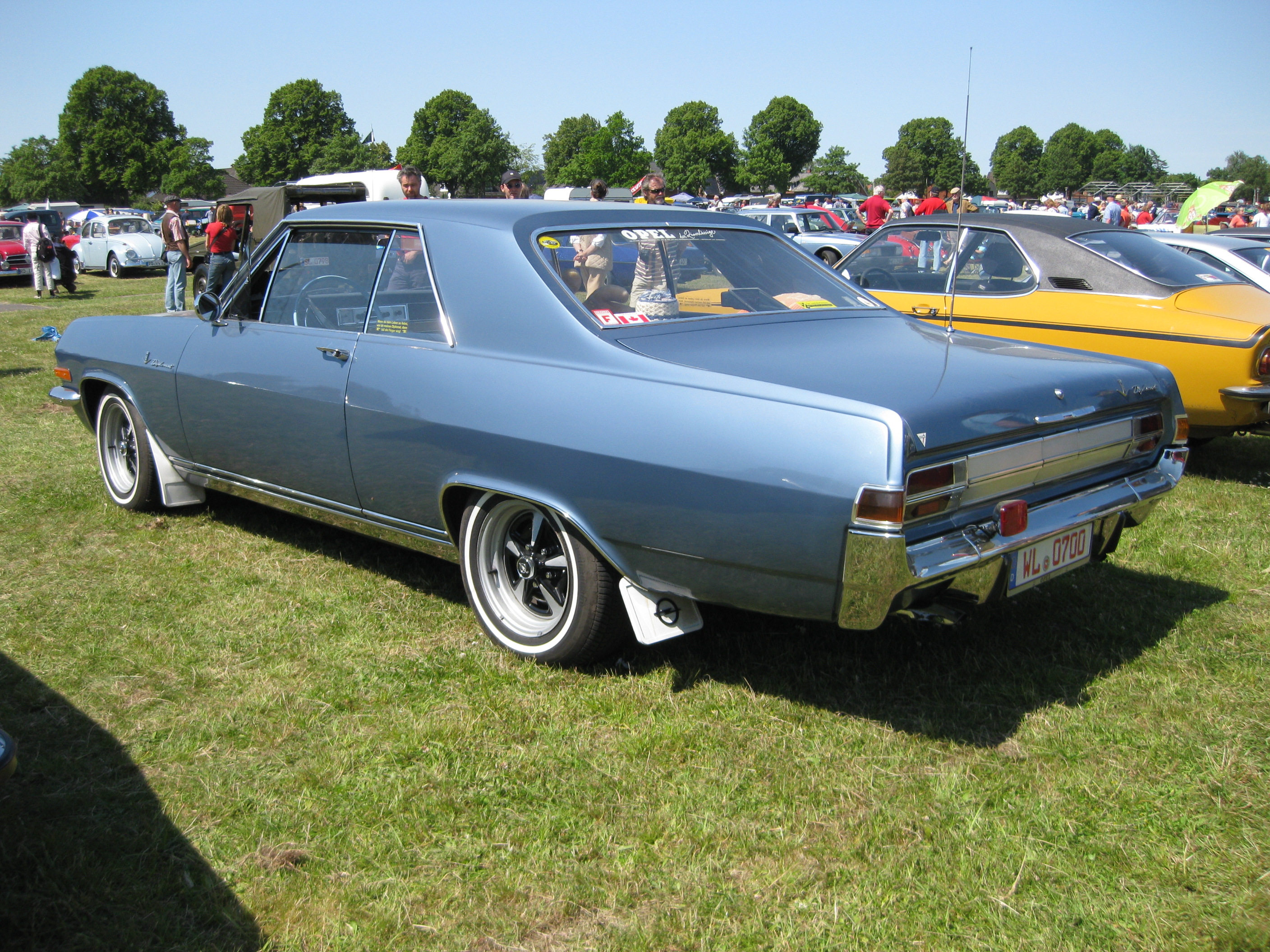
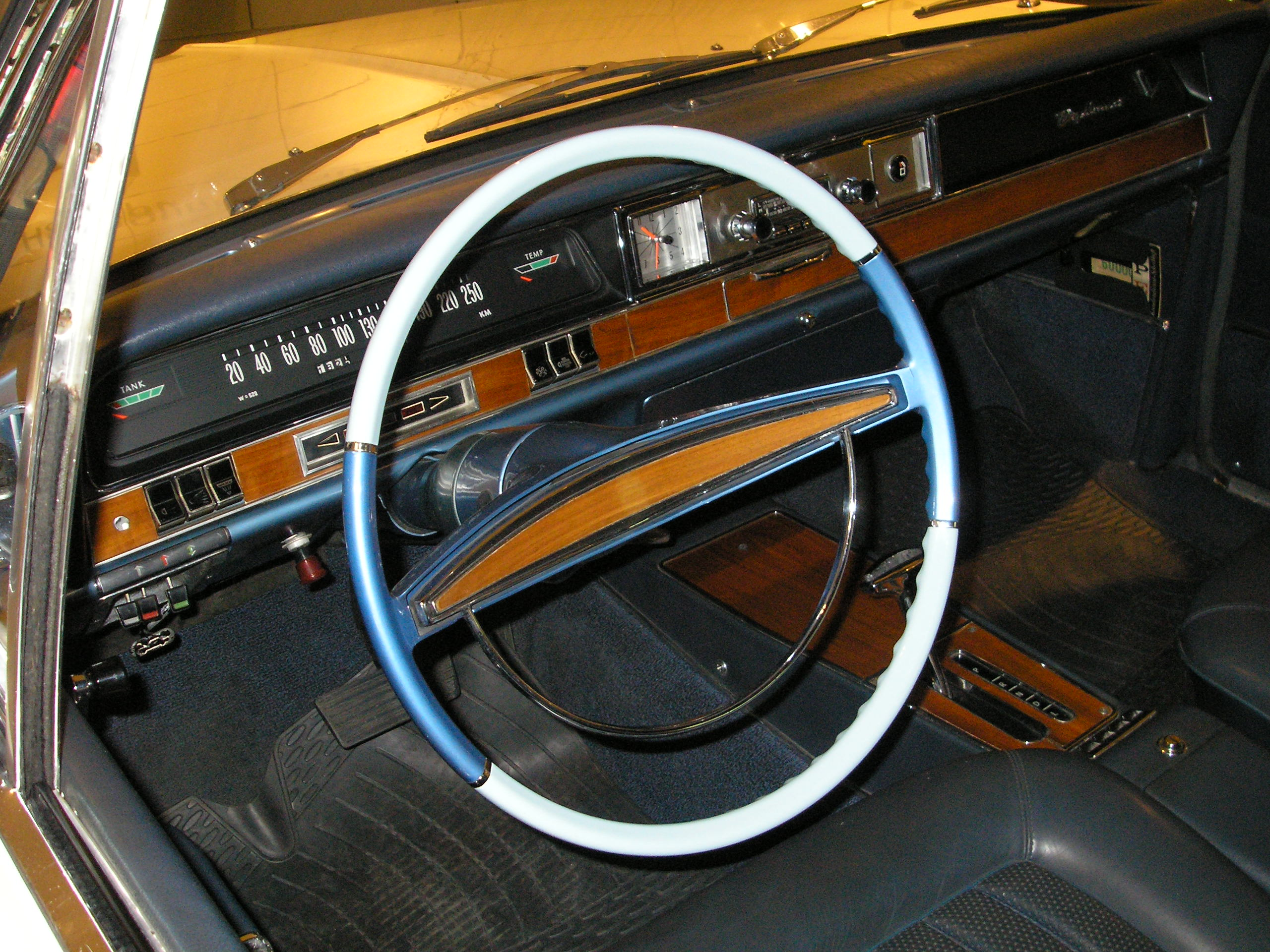

## Opel Diplomat B (1969–1977)

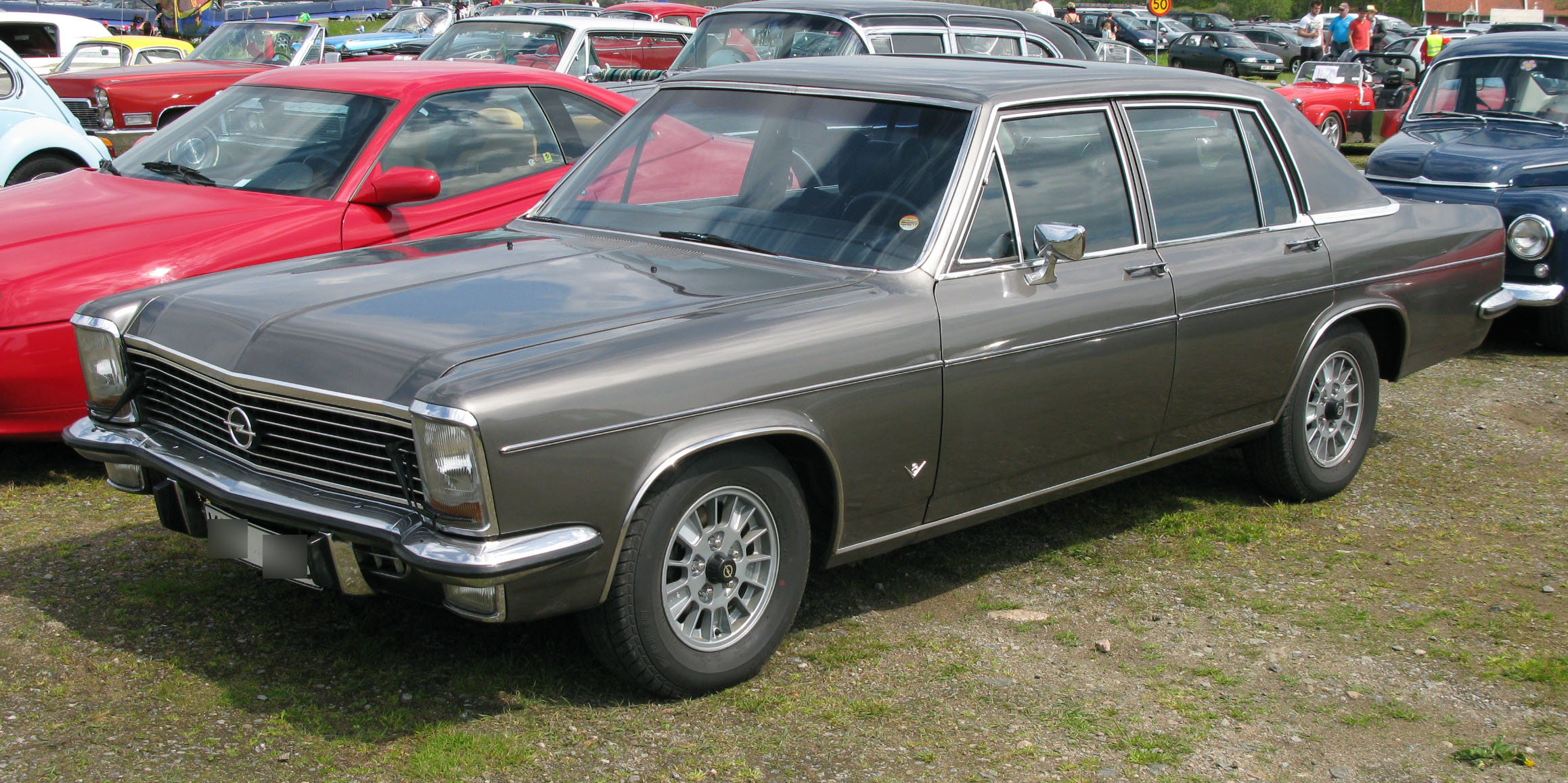
Opel Diplomat B (1969–1977)

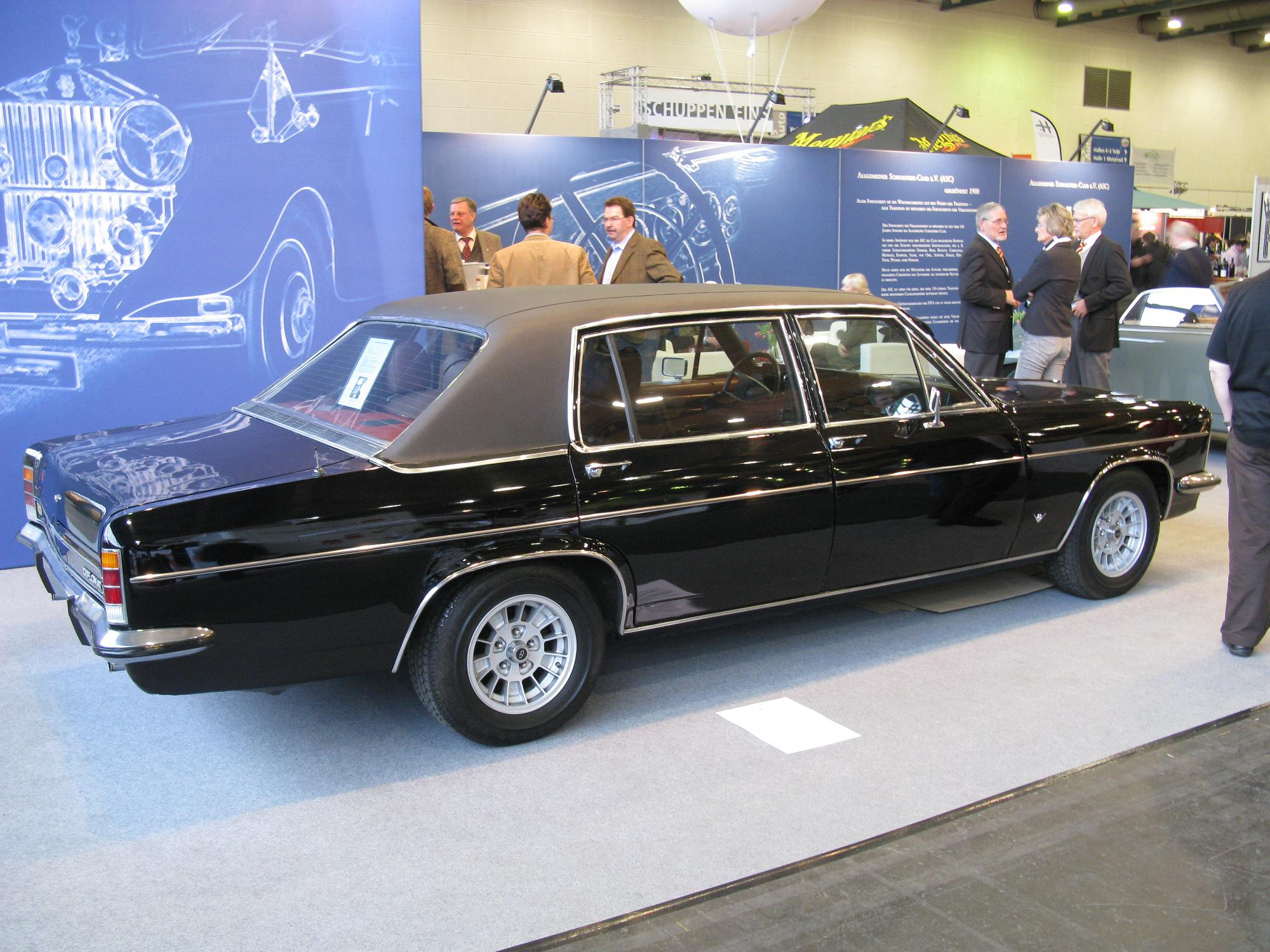
Opel Diplomat B Lang

У березні 1969 року Opel представив оновлену лінійку KAD. Ці автомобілі були трохи меншими за габаритами і мали задні мости De Dion. У той час, як на Kapitän і Admiral встановлювався шестициліндровий карбюраторний мотор об'ємом 2,8 літра, Дипломат оснащувався або аналогічним, але з уприскуванням палива, або Chevrolet 327-V8 (Diplomat V8) з триступеневою автоматичною коробкою передач Turbo-Hydramatic.
Новий кузов був схожий на типовий стиль моделей General Motors, який мав сильну схожість з австралійським Statesman.
Diplomat V8 був покликаний конкурувати з новими Mercedes 350 і 450 SE, а з травня 1973 року Opel запропонував версію з довгою колісною базою, щоб не відставати від Mercedes SEL.
У жовтні 1971 року в стандартну комплектацію Дипломат увійшли галогенні фари H1, інтегрована в лобове скло радіоантена і дзеркало заднього виду з дистанційним управлінням. З січня 1972 року чотириступінчаста механічна коробка передач перестала встановлюватися на Diplomat E. У вересні того ж року зазнала змін решітка радіатора, емблема «Opel» перемістилася з лівого краю в центральну частину.
Opel продовжував випускати ці автомобілі до 1977 року, але вони не мали великого успіху на ринку. З березня 1969 по кінець 1977 року було побудовано 61 559 автомобілів серії KAD (4 976 Kapitän, 33 000 Admiral і 23 500 Diplomat). Вони були замінені в 1978 році новим Opel Senator меншого розміру і з більш сучасним дизайном.
У 1970-х роках GM збиралася використовувати Дипломат в якості базової моделі для свого нового Cadillac Seville. Однак, через занадто великі витрати, для цієї мети був обраний Chevrolet Nova.
Технічна база Diplomat V8 використовувалася для обмеженого виробництва Bitter CD. Для виробництва німецького автомобіля ручної збірки були використані шасі, трансмісія і навіть приладова панель від Дипломата.

### Двигуни
- 2.8 л CIH І6 160-165 к.с.
- 5.4 л Chevrolet 327 V8 230 к.с.